# 385 Dywizja Piechoty (III Rzesza)
385 Dywizja Piechoty (niem. 385. Infanterie-Division) – niemiecka dywizja z czasów II wojny światowej, sformowana na poligonie Bergen koło Fallingbostel na mocy rozkazu z 10 stycznia 1942 roku, w 18. fali mobilizacyjnej w VI Okręgu Wojskowym.

## Struktura organizacyjna
- Struktura organizacyjna w styczniu 1942 roku:

537., 538. i 539. pułk piechoty, 385. pułk artylerii, 385. batalion pionierów, 385. oddział przeciwpancerny, 385. oddział łączności;
- Struktura organizacyjna w październiku 1942 roku:

537., 538. i 539. pułk piechoty, 385. pułk artylerii, 385. batalion pionierów, 385. oddział rozpoznawczy, 385. oddział przeciwpancerny, 385. oddział łączności, 385. polowy batalion zapasowy;

## Dowódcy dywizji
- Generalmajor Karl Eibl (7 I 1942 – 18 XII 1942);
- Generalmajor Eberhard von Schuckmann 18 XII 1942 – 15 II 1943;

## Szlak bojowy
Dywizja trafiła na front wschodni rozdzielona, jedna trzecia składu walczyła w Grupie Armii Północ, w późniejszym okresie została dołączona do 24 Dywizji Piechoty. Pozostałą część dywizji skierowano do Grupy Armii Środek, gdzie walczyła m.in. pod Juchnowem, Kurskiem, Woroneżem i w zakolu Donu. W lutym 1943 r. podjęto decyzję o rozwiązaniu jednostki ze względu na poniesione straty. W marcu jej resztki dołączyły do 387 Dywizji Piechoty.